# Znak (lingvistika)
Znak je v lingvistice (resp. v sémiotice) definován jako „něco, co něco jiného zastupuje.“ Znak není přirozenou vlastností dané věci, nýbrž je jeho reprezentantem. Znak je souvislost mezi pojmenováním a významem.
Znaky lze podle intenzity vazby mezi znakem a zastupovanou věcí rozdělit na ikon, index a symbol.
O přirozenosti znaků se dlouho diskutovalo ve filosofii. Zpočátku v lingvistice a později v sémiotice existovaly dva myšlenkové proudy: jedni prosazovali, že znaky jsou dyadické; druzí tvrdili, že znaky jsou interpretovány rekurzivním způsobem triadických vztahů.

## Dyadické znaky

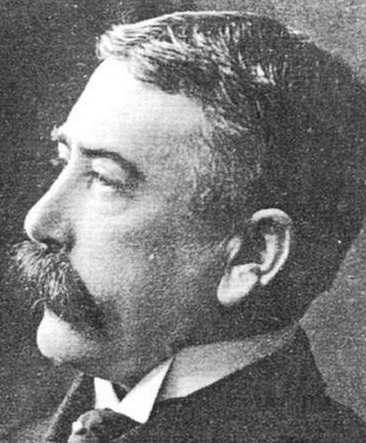
Ferdinand de Saussure

Podle Saussura (1857-1913) je znak složen z označujícího a označovaného. Ty nemohou být pojaty jako oddělené veličiny, ale spíše jako zobrazení důležitých odlišností zvuku od eventuálního (správného) odlišného prvotního významu. Znak existuje jenom na úrovni synchronického systému, ve kterém jsou znaky definovány jejich relativními a hierarchickými výsadami při společném výskytu. Často je Saussure špatně pochopen, že označující je cokoli, co lze vyslovit, a označované že jsou věci ve světě. Ve skutečnosti vztah jazyka k podmínce či řečové situaci je a vždy byl teoretickým problémem lingvistiky. Důležité je také jeho zdůraznění, že vztah mezi znakem a jeho mimolingvistickou denotací je arbitrární (arbitrárnost neznamená libovolnost, znak nemůže být libovolný, musí být zakotven v konvenci, aby mu bylo rozumět).
Neexistuje ani přirozený vztah mezi slovem a objektem, na který odkazuje, ani neexistuje příčinný vztah mezi podstatnými vlastnostmi objektu a podstatou znaku, užívaný k jejich označení. Např. ve fyzické kvalitě „papíru“ není nic, co by vyžadovalo, aby byl označen fonologickou sekvencí „papír“. Existuje však něco, co Saussure nazval „relativní motivace“: možnosti označení označovaným jsou omezeny složitelností elementů jazykového systému dohromady. Slovo je schopné získat nový význam, pokud je rozpoznatelně jiné od všech dalších slov v jazyce a nemá již nějaký existující význam. Byla to tato dvě zjištění, která vedla ke strukturalismu - totiž 1. objevení distinkce (odlišnosti) mezi stupni systému a použití; 2. zjištění, že sémantická hodnota znaku může být definována jen uvnitř nějakého systému.

## Triadické znaky

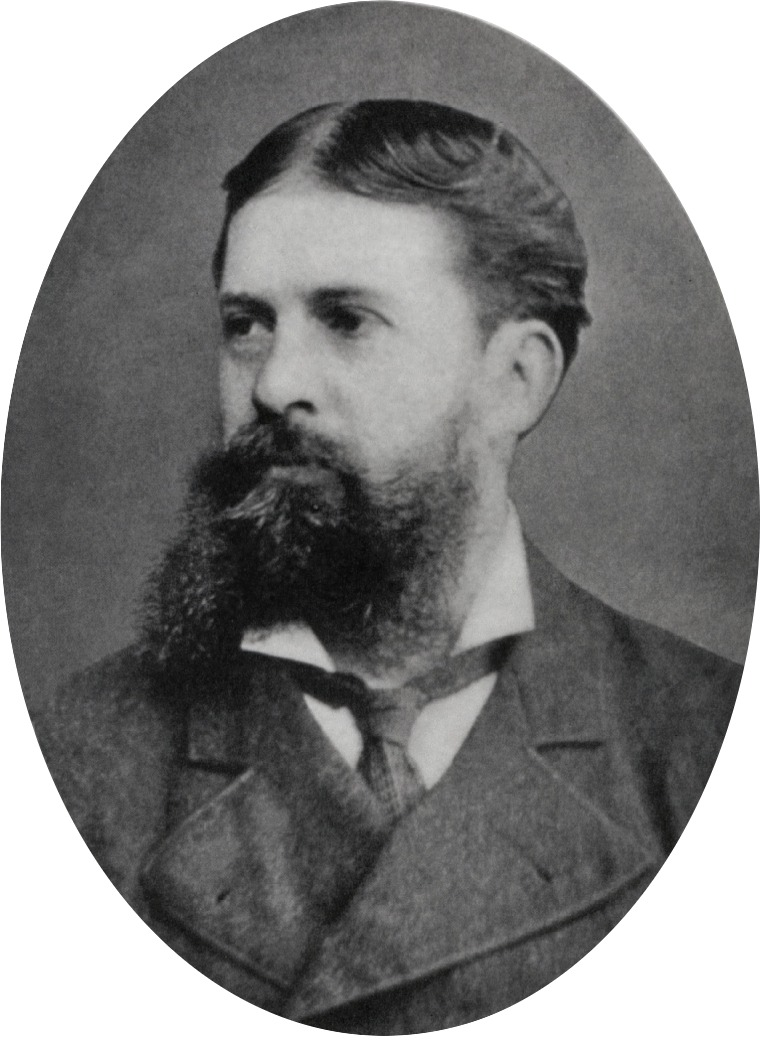
Charles Sanders Peirce

Charles Peirce (1839-1914) představil odlišnou teorii. Na rozdíl od Saussura, který se dostal k otázce pojmů skrze lingvistiku a fonologii, Peirce byl kantovským filosofem, který rozlišoval „znak“ od „slova“ a charakterizoval to jako mechanismus vedoucí k porozumění. Výsledkem není teorie jazyka, nýbrž teorie o produkci významu, která odmítá myšlenku stálého vztahu mezi označujícím a označovaným. Přesněji řečeno, Peirce věřil, že znaky ustavují význam skrze napodobující vztahy, které vzniknou v souboru tří. První tři odlišné složky, které rozpoznal byly:
- objekt - cokoli, co může být myšleno; ať už je to jen představa věci, pokud je schopna být zakódována ve znaku;
- reprezentant - znak, který popisuje objekt (srov. Saussureho pojem označující);
- interpretant - význam získaný dekódováním či interpretací znaku. Tento význam může být:
  - bezprostřední - tj. znázorňující (denotativní) význam, vyjadřuje podobu znaku,
  - dynamický - tj. význam přímo vytvářený znakem, nebo
  - finální - tj. význam, který by měl být vytvořen, pokud je znaku dobře porozuměno.

Peirce vysvětlil, že znaky zprostředkovávají vztah mezi objekty a interprety v triadickém myšlenkovém procesu. Prvost je obecný stav mysli, ve kterém je povědomí o prostředí, převládajících emocích, a tušení možností. Tato mysl je neutrální, čekající na formulaci myšlenky. Druhost se přesouvá od možnosti k větší jistotě, což se projevuje kausalitou (akcí, reakcí) a realitou (zreálnění myšlenky). V tomto okamžiku mysl rozpoznává, jaká zpráva se má přenášet. Třeťost je způsob, jakým jsou znaky zobrazeny ve znázornění, souvislosti, řádu a jednotě. V této fázi jsou vybírány znaky určené k tomu, aby tlumočily zamýšlený obsah a komunikační proces je započat. To ovlivní mezilidské chování, přičemž jsou užívány nonverbální prostředky, aby doplnily význam slov pomocí intonace, výraz tváře či gest.
Tento proces se obrací v příjemci. Neutrální mysl požaduje znak. Ten dostane z paměti objekt, který bývá obyčejně se znakem asociován, a výsledkem je interpretace. Schopnost porozumění je založena na zkušenosti. Když je rozvažován další znak, prvotní interpretace může být potvrzena, nebo může být rozpoznán nový možný význam prvního znaku. Jak přicházejí další znaky, mohou se vynořovat další nové interpretace.
Avšak Peirce odkazuje zároveň na „pozadí“ znaku. Je to myšlenka nebo princip, který určuje, jak znak reprezentuje svůj objekt, např. jazykem. Triadický vztah mezi pozadím, objektem a interpretem znaku může mít svůj vlastní smysl, který může produkovat další triadický vztah mezi relací samotnou, jejím označením a jejím označením. Tedy „proces odkazování způsobený znakem je nekonečný.“
Pierceho teorie znaku tak poskytla mohutnou analýzu významového systému a jeho kódech, protože se zaměřila spíše na kulturní kontext než na lingvistiku, která analyzovala jen použití, kdežto v reálném světě se sémiotický význam slova díky neustálé interakci stále posouvá. Nicméně to, že triadické vztahy krouží nekonečně dokola, vedlo k takovému stupni složitosti, která obyčejně nebývá prožívána v rutině tvorby a interpretace poselství. Pierceho myšlenky byly tedy rozvinuty různě.

## Moderní teorie
Vládne obecná shoda, že efektivita aktů, které přeměňují sdělení v text (to zahrnuje mluvení, psaní, malování, psychická hnutí), závisí na znalostech tvůrce. Jestliže tvůrce není obeznámen s běžným jazykem, nebude schopen vyjádřit jeho kódy a kulturu. Některé moderní teorie popírají Saussurovo rozlišení na označující a označované a hledají význam ne v jednotlivých znacích, nýbrž v kontextu a zarámování. Takové teorie tvrdí, že jazyk je kolektivní pamětí či kulturní historií. To v sobě nese to, že mluvení je jednoduše jen jednou z mnoha forem chování.
Avšak jednou text přenesen existuje nezávisle a interpretační proces v mysli příjemce může vést k zcela odlišným závěrům, než bylo tvůrcem zamýšleno. K tomu může dojít tak, že ani tvůrce ani příjemce textu nemá perfektní povědomí o jazyku. Relativně malá zásoba vědomostí každého jednotlivce je produktem osobních zkušeností a osobní schopností učení se. Příjemce je tak schopen porozumět jen tomu, co je vyjádřeno skrze jemu známé znaky.